# Stefan Kaufman
Stefan Kaufman (ur. 28 sierpnia 1894 w Czarnej Wsi, zm. 16 stycznia 1994 w Katowicach) – polski inżynier budownictwa, profesor zwyczajny i pedagog, członek Komitetu Inżynierii Lądowej i Wodnej Polskiej Akademii Nauk, założyciel i pierwszy przewodniczący Śląsko-Dąbrowskiego Oddziału Polskiego Związku Inżynierów Budowlanych, specjalista w dziedzinie konstrukcji żelbetowych i pierwszy w Polsce promotor konstrukcji sprężonych, organizator i dziekan oraz doktor honoris causa Wydziału Budownictwa Politechniki Śląskiej .

## Życiorys
Urodził się w Małopolsce, w Czarnej Wsi (od 1909 dzielnica Krakowa), jako syn Henryka (oryg. Hirsch), który był restauratorem i hotelarzem oraz Rozalii (oryg. Reizel) z domu Schlang. Po ukończeniu w 1911 gimnazjum w Bielsku, jego rodzina przeniosła się do Lwowa, a on kontynuował dalszą naukę od 5 października 1912(dts) na Wydziale Inżynierii Cesarsko-Królewskiej Szkoły Politechnicznej we Lwowie, którą ukończył z odznaczeniem 15 czerwca 1917(dts), uzyskując na niej 5 czerwca 1920(dts) stopień doktora, po obronie pracy na temat „O wykreślnym wyznaczeniu kształtu specjalnych belek kratowych”.
Pracę zawodową rozpoczął pod koniec studiów w 1917, w samborskiej ekspozyturze Centrali Odbudowy Galicji przy Namiestnictwie we Lwowie, potem kontynuował ją od 1919 w Zarządzie Budownictwa Wojskowego we Lwowie, jako zastępca kierownika rejonu budowlanego Lwów II. W 1918 został powołany do wojska, biorąc udział m.in. w obronie Warszawy w wojnie polsko-bolszewickiej (1920). Po zakończeniu I wojny światowej pracował od 1921 w biurze konstrukcyjnym mostów Dyrekcji Robót Publicznych we Lwowie, w latach (1922–1924) w dziale budownictwa lądowego Biura Odbudowy w Stanisławowie, a następnie od 1924 w Haliczu, jako kierownik Biura Odbudowy.
W 1925 przeniósł się na Śląsk, sprowadzony tam przez wojewodę śląskiego Mieczysława Bilskiego i rozpoczął pracę w Wydziale Robót Publicznych Urzędu Wojewódzkiego w Katowicach, początkowo jako kierownik Oddziału Drogowego, a następnie Oddziału Architektoniczno-Budowlanego. Jako naczelnik od 1931 Wydziału Robót Publicznych wykonywał projekty licznych budowli inżynieryjnych (mosty i wieże ciśnień) oraz nadzorował budowę wielu gmachów publicznych, m.in. Urzędu Wojewódzkiego, Sejmu Śląskiego, Urzędów Skarbowych, Śląskich Technicznych Zakładów Naukowych w Katowicach, Zamku Prezydenta RP w Wiśle, gimnazjów w: Lublińcu, Mikołowie oraz Piekarach Śląskich. Uczestniczył w I Zjeździe Żelbetników w Warszawie zorganizowanym w 1931. W tym okresie brał udział w pracach międzynarodowych organizacji budowlanych oraz ich kongresach, m.in. w: Liège (1930), Monachium (1934), Berlinie (1936) czy Hadze (1938). W 1932 zamieszkał przy ulicy Juliusza Ligonia 48 w Katowicach. Był założycielem i pierwszym przewodniczącym w okresie 1934–1937 Śląsko-Dąbrowskiego Oddziału Polskiego Związku Inżynierów Budowlanych, późniejszym założycielem w 1958 Komitetu Nauki tego Związku, a w 1972 został jej członkiem honorowym.
W 1939, po wybuchu II wojny światowej powrócił do Lwowa, obejmując 1 stycznia 1940(dts) stanowisko docenta w Katedrze Statyki i Konstrukcji Stalowych i Żelbetowych na Wydziale Architektury Politechniki Lwowskiej, gdzie pracował do 1941, wykładając: mechanikę techniczną, konstrukcje żelbetowe i stalowe oraz drewniane konstrukcje inżynierskie. Po zajęciu Lwowa przez Niemców ukrywał się w okolicy Miechowa oraz Radomska i pod zmienionym nazwiskiem pracował jako technik przy robotach melioracyjnych, dochodząc już jako żołnierz Armii Krajowej (ps. „Stary”) do stopnia porucznika.

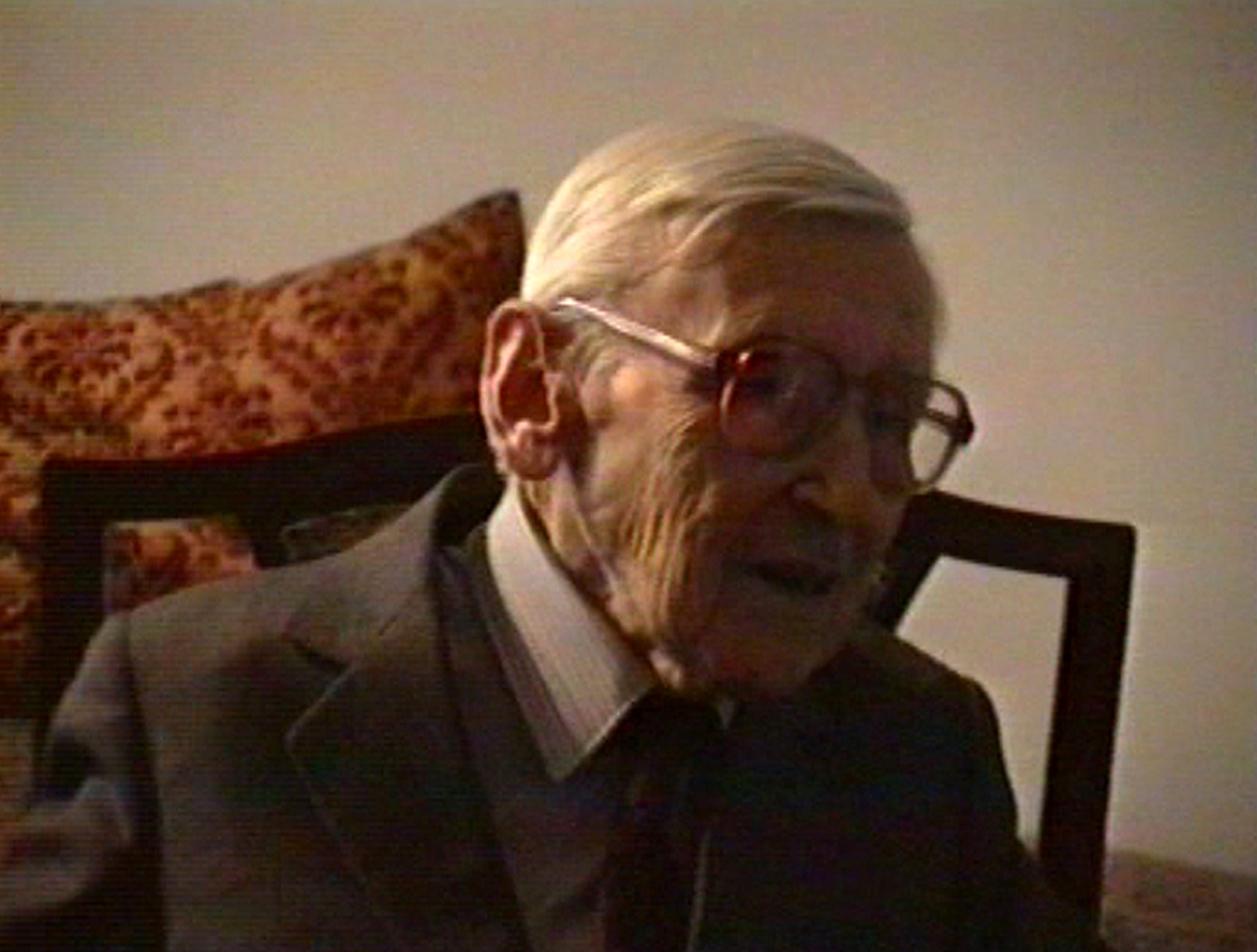
Prof. Stefan Kaufman w dniu swoich imienin 2 września 1992 r. w swoim mieszkaniu w Katowicach przy ul. Ligonia 48

Po II wojnie światowej powrócił w 1945 na Śląsk do Wydziału Komunikacji Urzędu Wojewódzkiego w Katowicach i był powołany do grona bezpośrednich założycieli Politechniki Śląskiej, jako członek tzw. „Tymczasowej Komisji Organizacyjnej Politechniki Śląskiej”. Został wówczas pedagogiem na tej uczelni. Tytuł profesora nadzwyczajnego uzyskał 24 kwietnia 1949(dts), a tytuł i stanowisko profesora zwyczajnego – 26 października 1956(dts). W latach 1945–1964 był pierwszym kierownikiem Katedry Budownictwa Żelbetowego na Wydziale Budownictwa Politechniki Śląskiej w Gliwicach, a w latach 1958–1960 dziekanem tego wydziału. Ukształtował i wykształcił szerokie rzesze inżynierów budownictwa, recenzował ich prace doktorskie i habilitacyjne, opiniował powołania na docentów i profesorów. Jego student, późniejszy dziekan Wydziału Budownictwa Politechniki Śląskiej, doc. dr inż. Wojciech Sitko tak go scharakteryzował:

Drobnej postury, zawsze bardzo starannie ubrany, często krawat zastępowała gustowna muszka, siwiuteńkie gęste włosy, gładko - z przedziałkiem - uczesane, przystrzyżony krótki wąsik. (...) Wysoki ton głosu, niekiedy nawet piskliwy. Cechowała go niezmierna precyzja i zwięzłość sformułowań. Stenogram każdej wypowiedzi byłby tekstem „gotowym do druku”, bez żadnych poprawek stylistycznych. Komputerowa pamięć. Najdrobniejsze szczegóły wydarzeń sprzed wielu lat przytaczał w razie potrzeby bez dłuższego zastanowienia. Nigdy się nie mylił. Daty, fakty, nazwiska, okoliczności były ułożone w jego pamięci w idealnym porządku i zawsze gotowe do odtworzenia. (...) Zawsze bardzo starannie przygotowany do zajęć. Mówił wyraźnie. Gorzej było z odczytaniem tekstu z tablicy; pisał bowiem szybko, drobnymi literkami (i cyframi). (...) Wyraźnie dostrzegał i wyróżniał z grona słuchaczy - studentki. Traktował je z wyszukaną uprzejmością i elegancją.

W 1950 został powołany w skład Komisji Technicznej Polskiej Akademii Umiejętności. Był członkiem założycielem w 1958 Polskiego Towarzystwa Mechaniki Teoretycznej i Stosowanej, członkiem od 1955 Komitetu Inżynierii Lądowej i Wodnej Polskiej Akademii Nauk oraz przewodniczącym w latach 1955–1957 Sekcji Betonu i Żelbetu tego Komitetu. Czynnie uczestniczył w corocznych Konferencjach Naukowych Komitetu Inżynierii Lądowej i Wodnej Polskiej Akademii Nauk oraz Komitetu Nauki Polskiego Związku Inżynierów i Techników Budownictwa w Krynicy-Zdroju, tzw. „konferencjach krynickich”, poświęconych postępowi technicznemu w dziedzinie konstrukcji budowlanych. Był na nich przewodniczącym jury dorocznych nagród Zarządu Głównego Polskiego Związku Inżynierów i Techników Budownictwa im. Stefana Bryły i Wacława Żenczykowskiego, przyznawanych i wręczanych za osiągnięcia naukowo-badawcze lub naukowo-techniczne w dziedzinie konstrukcji budowlanych. W 1956 został członkiem Rady Technicznej przy Ministrze Budownictwa Przemysłowego. Aktywnie działał w międzynarodowych organizacjach budowlanych, biorąc udział m.in. w Sympozjum Międzynarodowego Stowarzyszenia Konstrukcji Łupinowych (ang. International Association for Shell and Spatial Structures (IASS)) w Sztokholmie (1957), Kongresach Międzynarodowego Stowarzyszenia Konstrukcji Sprężonych (fr. Fédération Internationale de la Précontrainte (FIP)) w: Rzymie i Neapolu (1962), Paryżu (1966) oraz Pradze (1970).
Prowadził prace teoretyczne i projektowe w zakresie konstrukcji żelbetowych i konstrukcji sprężonych. Autor kilkudziesięciu projektów mostów m.in. na Wiśle, Odrze czy Kłodnicy, w tym nagrodzonego w 1936 projektu mostu przy ulicy Karowej w Warszawie (niezrealizowany) oraz projektów mostów żelbetowych, m.in. w: Goczałkowicach-Zdroju, pod Bieruniem Nowym na drodze Mysłowice–Oświęcim, Wiśle, pod Górą czy Skoczowie. Warto dodać, że wspomniany most w Bieruniu Nowym o czterech łukach bezprzegubowych, rozpiętości (42 i 28) m był wówczas mostem żelbetowym o największej rozpiętości w Polsce, a most żelbetowy przez Kłodnicę w Przyszowicach był pierwszym zastosowaniem tzw. belki gerberowskiej w polskim mostownictwie. Ponadto był autorem projektów żelbetowych wież ciśnień w Lublińcu i Bieruniu Starym.
Ogłosił około sześćdziesiąt prac naukowych (książek i artykułów), w tym monografie: Mosty sprężone (1956), Teoria konstrukcji sprężonych (1961, napisana z Wacławem Olszakiem, Czesławem Eimerem i Zbigniewem Bychawskim), Konstrukcje sprężone (1965, napisane z Olszakiem i Eimerem). Publikował artykuły o problematyce budowlanej w takich czasopismach jak: „Czasopismo Techniczne”, „Technik”, „Cement”, „Przegląd Budowlany” czy „Przegląd Techniczny”. Był działaczem specjalistycznych organizacji międzynarodowych, w tym m.in. Stowarzyszenia Mostów i Konstrukcji Inżynierskich (ang. Excellence in Convention Center Management (AIPC)).

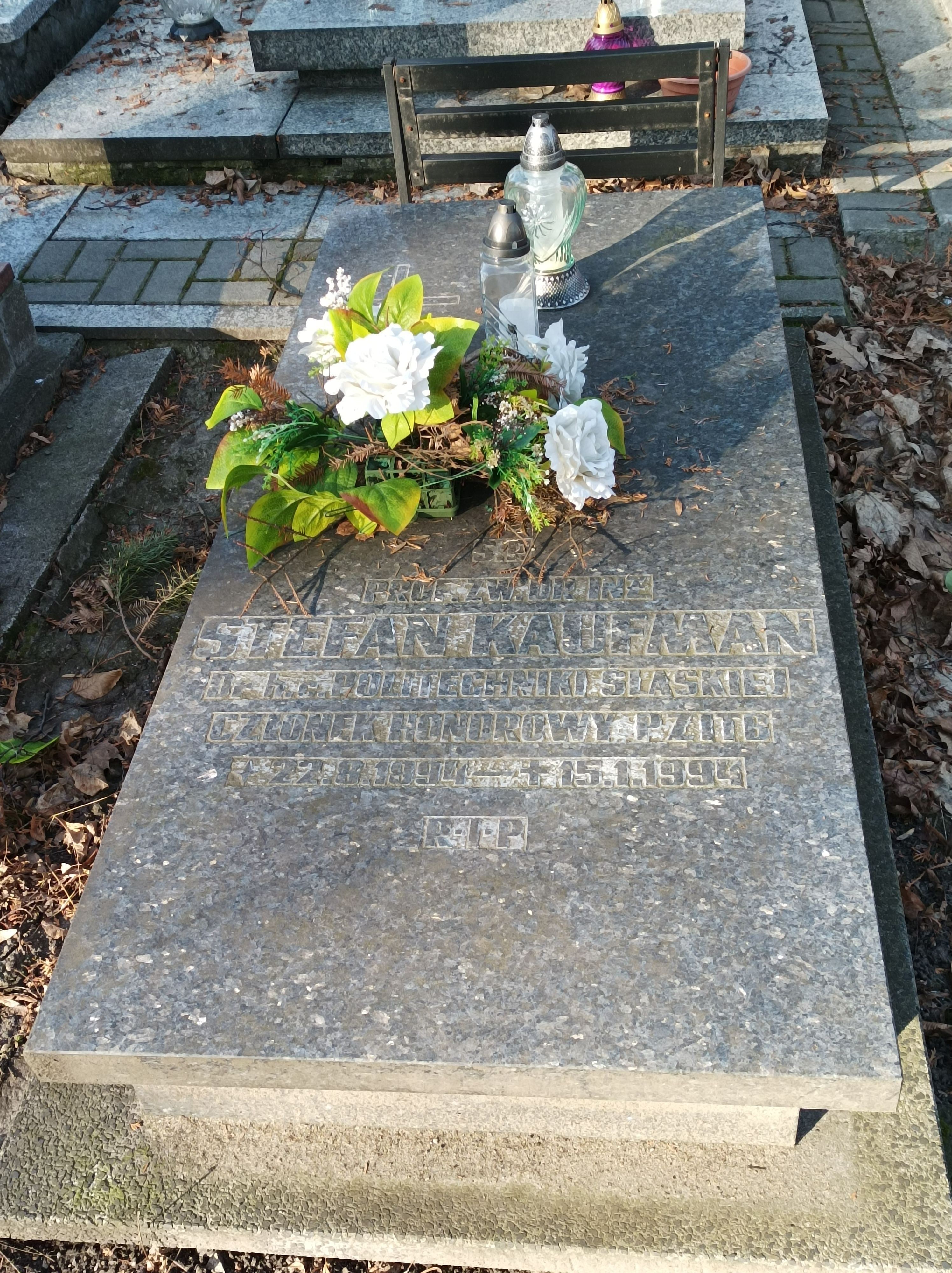
Grób prof. Stefana Kaufmana na cmentarzu przy ul. Francuskiej w Katowicach

Był żonaty z Pauliną Kowal, z którą miał córkę Lidię Kaufman-Czekałową. Zmarł 16 stycznia 1994 w Katowicach. Został pochowany 20 stycznia na cmentarzu przy ulicy Francuskiej w Katowicach. W mowie pożegnalnej nad jego mogiłą, inż. Mieczysław Józef Piotrowski w imieniu Ministra Gospodarki Przestrzennej i Budownictwa oraz Zarządu Głównego Polskiego Związku Inżynierów i Techników Budownictwa w Warszawie powiedział wówczas m.in.:

Godzi się w tym miejscu powiedzieć do obecnych, że całe swe długie życie poświęcił profesor polskiemu budownictwu. Wielu już przedmówców podkreśliło wielkie zaangażowanie tego człowieka w naszą polską rzeczywistość na Śląsku do czasu wybuchu wojny, jak również w okresie powojennym. Pozostanie niedoścignionym wzorem, a gdyby mógł zapewne powiedziałby nam tymi słowami: „Idźcie w życie i czyńcie polskie budownictwo takim – jakim są wasze ambicje zawodowe. Wnioski do postępowania czerpcie z narodowego sztandaru oraz historii Polski, która nigdy nie była białą, ani czerwoną ale zawsze biało-czerwoną. Taką Polskę budujcie. (...) Odszedł od nas profesor tak niepostrzeżenie i cicho – jak żył ten wielki człowiek nadludzkiego czynu. Ten niedościgniony wzór polskiego inżyniera budownictwa. Mówię przeto do was obecnych słowami poety: „Proście wy Boga o takie mogiły, które łez nie chcą, ni skarg, ni żałości, lecz dają sercom moc czynu, zdrój siły na dzień przyszłości.”

## Publikacje
- Stefan Kaufman, Roman Maryniarczyk, Roboty publiczne w województwie śląskim, Katowice: Wydawnictwa Instytutu Śląskiego, 1937 (Śląsk - Ziemia i Ludzie, Nr 6), OCLC 750531541. Brak numerów stron w książce
- Stefan Kaufman, Mosty sprężone, Warszawa: Wydawnictwa Komunikacyjne, 1956 (Biblioteka Inżyniera i Technika Mostowego), OCLC 749267996. Brak numerów stron w książce
- Stefan Kaufman, Belka sprężona kablami a strunami. Studium porównawcze wysokości przekrojów i osiągalnych rozpiętości. (PDF), „Zeszyty Naukowe Politechniki Śląskiej. Budownictwo”, 1 (1956), Gliwice 1956, s. 5–24, ISSN 0434-0779, OCLC 951370447 [zarchiwizowane z adresu 2023-04-01].
- Wacław Olszak i inni, Teoria konstrukcji sprężonych, wyd. 1, Warszawa: Państwowe Wydawnictwa Naukowe, 1961, OCLC 69288653. Brak numerów stron w książce
- Stefan Kaufman i inni, Gips jako materiał do modelowania konstrukcji. (PDF), „Zeszyty Naukowe Politechniki Śląskiej. Budownictwo”, 14 (1964), Gliwice 1964, s. 59–60, ISSN 0434-0779, OCLC 951373534 [zarchiwizowane z adresu 2023-04-01].
- Stefan Kaufman, Wacław Olszak, Czesław Eimer, Konstrukcje sprężone, t. 3, Warszawa: Arkady, 1965 (Budownictwo betonowe), OCLC 749632514. Brak numerów stron w książce
- Stefan Kaufman, Władysław Kuczyński, Budownictwo betonowe, Warszawa: Arkady, 1972, OCLC 431854661. Brak numerów stron w książce
- Stefan Kaufman, 25 lat działalności Komitetu Inżynierii Lądowej Polskiej Akademii Nauk: 1952–1977. (PDF), Warszawa: Komitet Inżynierii Lądowej PAN, 1977, OCLC 830312473 [zarchiwizowane z adresu 2023-04-01]. Brak numerów stron w książce
- Stefan Kaufman, XXIII Konferencja Naukowa Aktualne problemy naukowo-badawcze budownictwa oraz problemy budownictwa górniczego i hutniczego, Gliwice - 1977. Referaty. T. 2, Konstrukcje betonowe, Gliwice 1977, OCLC 804103129. Brak numerów stron w książce
- Stefan Kaufman, Zarys historii Stowarzyszeń Inżynierów i Techników Budownictwa w województwie katowickim w latach 1922–1977. (PDF), „Zeszyty Naukowe Politechniki Śląskiej. Budownictwo”, 46 (1978), Gliwice 1978, s. 33–47, ISSN 0434-0779, OCLC 968472921 [zarchiwizowane z adresu 2023-04-01].
- Stefan Kaufman, Ludzie których znałem, Gliwice: Kozubnik, 1985, OCLC 749882194. Brak numerów stron w książce
- Stefan Kaufman, Budownictwo w międzywojennym dwudziestoleciu Polski: XXXV Konferencja Naukowa Komitetu Inżynierii Lądowej i Wodnej PAN i Komitetu Nauki PZITB. Referat przygotowany na prośbę Komitetu Organizacyjnego Konferencji Krynica '89, Wrocław: Komitet Inżynierii Lądowej i Wodnej PAN, 1989, OCLC 804594267. Brak numerów stron w książce

## Odznaczenia, wyróżnienia i nagrody
| Odznaczenia |                                                                                         |
| Rok         | Odznaczenie / Nagroda                                                                   |
| 1931        | Złoty Krzyż Zasługi                                                                     |
| 1936        | Krzyż Kawalerski Orderu Odrodzenia Polski                                               |
| 1946        | Złoty Krzyż Zasługi                                                                     |
| 1955        | Zespołowa Nagroda Państwowa I stopnia                                                   |
| 1958        | Krzyż Oficerski Orderu Odrodzenia Polski                                                |
| 1962        | Złota Odznaka Polskiego Związku Inżynierów i Techników Budownictwa                      |
| 1963        | Nagroda Ministra Szkolnictwa Wyższego I stopnia                                         |
| 1963        | Złota Odznaka „Zasłużonemu w rozwoju województwa katowickiego”                          |
| 1964        | Nagroda Państwowa II stopnia w dziedzinie nauki                                         |
| 1969        | Medal 25-lecia Politechniki Śląskiej                                                    |
| 1974        | Krzyż Komandorski Orderu Odrodzenia Polski                                              |
| 1974        | Złota odznaka honorowa „Zasłużonemu dla Budownictwa i Przemysłu Materiałów Budowlanych” |
| 1974        | Medal 30-lecia Polski Ludowej                                                           |
| 1974        | Odznaka Zasłużonemu dla Politechniki Śląskiej                                           |
| 1981        | Tytuł doktor honoris causa Wydziału Budownictwa Politechniki Śląskiej                   |
| 1984        | Krzyż Komandorski z Gwiazdą Orderu Odrodzenia Polski                                    |
| 1984        | Medal 40-lecia Politechniki Śląskiej                                                    |
| 1991        | Krzyż za udział w Wojnie 1918–1921                                                      |

## Upamiętnienie

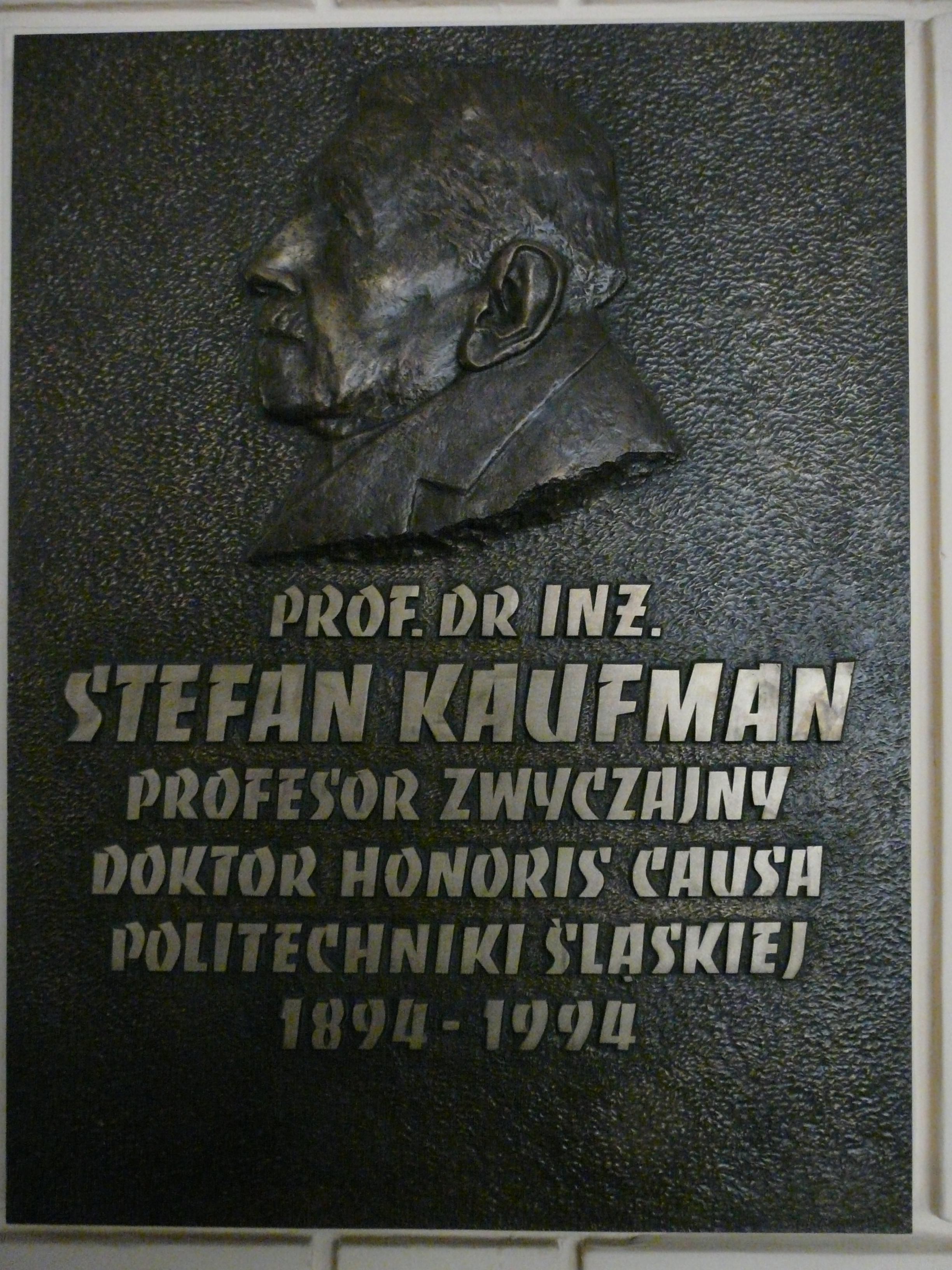
Tablica pamiątkowa w Gliwicach

12 grudnia 1995, Polski Związek Inżynierów i Techników Budownictwa ustanowił Medal im. prof. Stefana Kaufmana, jedno z najbardziej prestiżowych odznaczeń, przyznawanych corocznie ludziom zasłużonym w polskim budownictwie. W styczniu 2004, w rocznicę jego śmierci, w ramach obchodów 60-lecia Politechniki Śląskiej, wmurowano okolicznościową tablicę pamiątkową na wydziale budownictwa, na którym pracował. Z tej okazji w tymże roku (2004) ukazała się monografia autorstwa prof. dr. inż. Andrzeja Ajdukiewicza Stefan Kaufman. Życie i praca. Ponadto poświęcono mu film dokumentalny pt. Życie i działalność profesora Stefana Kaufmana. 14 grudnia 2016 Rada Wydziału Budownictwa Politechniki Śląskiej jednogłośnie podjęła uchwałę o nadaniu auli nr 317 na Wydziale Budownictwa imienia „Profesora Stefana Kaufmana”.